# Chalkiope (Tochter des Eurypylos)
Chalkiope (altgriechisch Χαλκιόπη Chalkiópē) ist in der griechischen Mythologie die Tochter des Eurypylos, des Königs der Insel Kos.
Von Herakles ist sie die Mutter des Thessalos. In Eustathios von Thessalonikes Kommentar zur Ilias wird der Sohn der Chalkiope und des Herakles Eurypylos genannt, bei Hyginus Mythographus ist Thessalos der Gatte der Chalkiope.